# Gustav Waldau
Gustav Waldau, född Gustav Theodor Clemens Robert Freiherr von Rummel 27 februari 1871 i Ergolding, Bayern, Kejsardömet Tyskland, död 25 maj 1958 i München, Västtyskland, var en tysk skådespelare. Waldau medverkade som skådespelare i lite mer än 100 filmer.

## Filmografi, urval
- 1933 – Säsong i Kairo
- 1934 – En furstinnas kärlek
- 1934 – Falska grevinnan
- 1934 – Hennes största triumf
- 1936 – Kring drottningen
- 1939 – Ett hopplöst fall
- 1940 – Operett
- 1940 – En lektion i kärlek
- 1943 – Münchhausen
- 1948 – Ängel med basun
- 1949 – Tonernas värld
- 1950 – Tvillingarnas hemlighet
- 1951 – Du tog min kärlek